# ميليسنت باجوت
ميليسنت جيسي إليانور باجوت،(بالإنجليزية: Milicent Jessie Eleanor Bagot)‏ الحاصلة على رتبة الامبراطورية البريطانية، (من مواليد مارس 1907 - والمُتوفاة 26 مايو 2006) هي ضابطة مخابرات بريطانية. كانت نموذجًا مزعومًا لشخصية كوني ساكس، الخبيرة السوفياتية الغريبة التي ظهرت في روايات جون لو كاريه الخياط، الجندي، الجاسوس، طالب الشرف ومؤخرًا لطابع «موريل إيدج» في اثنين من روايات «تروي» لجون لوتن - الإغماءة والنيران القديمة.

## حياتها المُبكرة وتعليمها
ميليسنت هي ابنة سيسيل فريدريك فيليرز باجوت وزوجته إثيل غارات. درست باجوت في مدرسة بوتني الثانوية وفي ليدي مارغريت هول بأكسفورد، حيث حصلت على الدرجة الرابعة في الاعتدالات الكلاسيكية في عام 1927.

## حياتها المهنية
التحقت بوزارة الدفاع في سكوتلاند يارد كسكرتيرة في عام 1931 وعملت في المكتب الخامس وجهاز الاستخبارات البريطاني. وخلال حياتها المهنية الطويلة (حيث تقاعدت في عام 1967) أصبحت واحدة من الخبراء الرئيسيين في جهاز الأمن حول الشيوعية السوفييتية. كانت ميليسنت أول شخص يحذر المكتب الخامس من أن كيم فيلبي، عميل مزدوج لدى جهاز الاستخبارات البريطاني ولجنة أمن الدولة الاتحاد السوفيتي KGB، وكانت عضوة أيضًا في الحزب الشيوعي (حزب شيوعي). أدى إنكار فيلبي لهذه الحقيقة إلى استقالته في نهاية المطاف من جهاز الاستخبارات البريطاني، وهروبه إلى موسكو (موسكو).
كما كتبت ميليسنت رواية قاطعة عن قضية زينوفييف عام 1924، والتي زعمت فيها أن رسالة زُعم أنها من جريجوري زينوفا، رئيس اللجنة التنفيذية للشيوعية الدولية، حثت الطبقة العاملة البريطانية على الانتفاض، كما يعتقد البعض أن نشر الرسالة كان له تأثير على الهزيمة الانتخابية اللاحقة لرامزي ماكدونالد بقيادة حكومة حزب العمال. كما اقترحت أن المكتب الخامس وجهاز الاستخبارات البريطاني ربما يكونان قد شاركا في تسريب الرسالة المزورة.
حصلت على رتبة فارس الإمبراطورية البريطانية في عام 1949 وترقت بعد ذلك إلى رتبة عضو في الإمبراطورية البريطانية في عام 1967.